# Félix Fabri
Pour les articles homonymes, voir Fabri.
Felix Fabri, nom latinisé de Felix Schmidt, est un moine dominicain du monastère d'Ulm (vers 1440 - 1502). Il est connu par les récits de ses voyages en terre sainte dans la seconde moitié du XVe siècle.
Selon Aryeh Graboïs (1930-2008), Félix Fabri est « sans doute la figure la plus originale de cette génération de pèlerins-savants ». Il a fait deux fois le voyage en Orient, le premier en 1480 (du 14 avril au 16 novembre), l'autre en 1483 (du 13 avril 1483 au 30 janvier 1484). Avec son Evagatorium in Terrae sanctae en forme de témoignage, il souhaite laisser à ses frères restés au monastère « un recueil à lire dans la joie et la bonne humeur ». Cet ouvrage dépasse le cadre d'un simple récit de voyage : les détails concrets y côtoient les références érudites, et les digressions géographiques et historiques se mêlent aux expériences de l'homme et aux observations du voyageur.
Son autre œuvre essentielle est un long traité latin décrivant la ville d'Ulm, le Tractatus de civitate Ulmensi, écrit en 1488/1489. Dans ce texte au croisement de la culture historiographique urbaine et de l'humanisme, Fabri parle de l'histoire, de l'organisation politique, de la situation géographique ou des grandes familles de la ville.